# Jerry Calà
Jerry Calà de son vrai nom Calogero Calà, né à Catane le 28 juin 1951 est un acteur, humoriste, chanteur et réalisateur italien.

## Biographie
Jerry Calà est né à Catane. Enfant il déménage à Milan, puis à Vérone. C'est dans cette ville qu'il fonde avec Franco Oppini, Ninì Salerno et Umberto Smaila le groupe de comédie « I Gatti di Vicolo Miracoli » (également connu sous le nom « Cats ») .
En 1981 Calà quitte le groupe pour entreprendre la carrière d'acteur et interprète des films comiques en collaborant avec de nombreux réalisateurs dont Carlo Vanzina.
En 1993, il joue dans le film dramatique Diaro di un vizio réalisé par Marco Ferreri et remporte le Prix de la critique italienne au Festival international du film de Berlin. En 1994, il réalise Chicken Park, une parodie de Jurassic Park de Steven Spielberg.
Depuis les années 2000 il se consacre principalement à l'activité de chanteur et comédien, réalisant encore quelques films. En 2016 il publie Una vita da libidine, un livre autobiographique.
Il a été marié de 1984 à 1987 à l'actrice et présentatrice de télévision Mara Venier. Il se remarie le 5 septembre 2002 avec Bettina Castioni une femme d'affaires de Vérone avec laquelle il a un fils prénommé Johnny ne le 16 janvier 2003.

## Filmographie partielle

### Cinéma
Acteur
- 1968 : Le Gendarme se marie de Jean Girault.
- 1973 : Si, si, mon colonel (titre original : Un ufficiale non si arrende mai nemmeno di fronte all'evidenza, firmato Colonnello Buttiglione) de Mino Guerrini.
- 1982 : Capitaine Malabar dit La Bombe (titre original :  Bomber) de Michele Lupo
- 1983 :
  - Sapore di mare de Carlo Vanzina
  - Vacanze di Natale de Carlo Vanzina,
- 1987 : Rimini Rimini de Sergio Corbucci.
- 1988 : Sposi de Pupi Avati, Antonio Avati, Cesare Bastelli, Felice Farina et Luciano Manuzzi
- 1993 : Journal d'un vice (titre original : Diario di un vizio) de Marco Ferreri

Réalisateur
- 1994 : Chicken Park
- 1995 : Ragazzi della notte
- 1997 : Gli inaffidabili (it)
- 2006 : Vita Smeralda (it)
- 2008 : Torno a vivere da solo
- 2017 : Odissea nell'ospizio

Scénariste
- 1982 : Vado a vivere da solo, de Marco Risi
- 1986 : Il ragazzo del Pony Express de Franco Amurri
- 1990 : Occhio alla perestrojka, de Castellano et Pipolo
- 1991 : Abbronzatissimi, de Bruno Gaburro
- 1993 : Abbronzatissimi 2 - Un anno dopo, de Bruno Gaburro
- 1995 : Ragazzi della notte, de Jerry Calà
- 1997 : Gli inaffidabili, de Jerry Calà
- 2006 : Vita Smeralda, de Jerry Calà
- 2008 : Torno a vivere da solo, de Jerry Calà
- 2012 :
  - Operazione vacanze, de Claudio Fragasso
  - E io non pago - L'Italia dei furbetti, de Alessandro Capone
- 2017 : Odissea nell'ospizio, de Jerry Calà

### Télévision
Acteur
- 1982 : Jerry Calà, il ragazzo semplice di una volta
- 1985 : Yesterday - Vacanze al mare, Film TV, de Claudio Risi
- 1987 : Professione vacanze, série TV, 6 épisodes, de Vittorio De Sisti
- 1997 : Non chiamatemi papà, film TV, de Nini Salerno
- 1999 :
  - Amici di ghiaccio - Death Run, film TV, de Curt M. Faudon
  - Anni '60, mini-série TV en 4 épisodes, de Carlo Vanzina

Réalisateur
- 1982 : Jerry Calà, il ragazzo semplice di una volta,
- 2011 : Pipì Room, film TV.

## Discographie partielle
Albums
- 1991 - Serata d'onore
- 2001 - E mi ritorni in mente
- 2004 - Gran Calà - Anni '60
- 2006 - Vita Smeralda live tour 2006
- 2009 - Club Maracaibo Vs Jerry Calà
- 2012 - Operazione vacanze

Recueil
- 1991 - Señorita avec I Gatti di Vicolo Miracoli (it)

Singles
- 1981 - I Fichissimi
- 1982 - Vado a vivere da solo
- 1984 - Domani mi sposo
- 1986 - Pony Express Time avec Umberto Smaila
- 1991 - Señorita
- 1997 - Se tu non fossi un angelo
- 2004 - Maracaibo (cover)
- 2006 - Vita Smeralda
- 2008 - Living alone again avec Umberto Smaila
- 2009 - Ma non ce n'è più
- 2012 - Operazione vacanze
- 2012 - E io non pago
- 2015 - Ocio avec J-Ax

## Publication
- (it) Jerry Calà, Una vita da libidine, Sperling & Kupfer, 2016, 216 p. (ISBN 978-88-200-9470-6 et 88-200-9470-3, lire en ligne)